# Le Chiffonnier de Paris (film, 1924)
Pour les articles homonymes, voir Le Chiffonnier de Paris.
Pour plus de détails, voir Fiche technique et Distribution.
Le Chiffonnier de Paris est un film français écrit et réalisé par Serge Nadejdine, sorti en 1924.
Le film, qui porte en sous-titre « Tableaux de la vie parisienne sous Louis-Philippe », est une adaptation de la pièce de Félix Pyat (1810-1889), un drame en cinq actes et un prologue, créée au Théâtre de la Porte-Saint-Martin le 11 mai 1847, qui connut un énorme succès avec Frédérick Lemaître (1800-1876), l'un des plus célèbres acteurs de l'époque, dans le rôle principal. Felix Pyat transformera par la suite, en 1886-1887, sa pièce en roman-feuilleton publié d'abord dans Le Radical, puis dans Le Cri du peuple, avant de l'être en un volume paru aux éditions Fayard dans les années 1890, après la mort de l'auteur.
Il s'agit également d'un remake d'un film portant le même titre sorti en 1913, réalisé par Émile Chautard, avec Edmond Duquesne, Renée Sylvaire, Louis Paglieri, et René Maupré dans le rôle d'Henri Berville, ce dernier jouant également ce même rôle dans le film de Serge Nadejdine.

## Synopsis
La jeune Marie est recueillie par le père Jean après l'assassinat de sa mère. On la retrouve 20 ans plus tard, établie comme couturière. Vêtue de la robe d'une cliente, fille du baron, elle est entraînée a un bal, ou elle fait la connaissance de Henri Berville. A son retour, elle trouve un bébé, s'y attache, mais quelqu'un l'enlève...il s'agit de la même personne qui a tué la mère de Marie

## Fiche technique
- Titre : Le Chiffonnier de Paris
- Réalisateur :Serge Nadejdine
- Scénario : Serge Nadejdine d'après là pièce et le roman de Félix Pyat
- Photographie : Joseph-Louis Mundwiller
- Montage :
- Musique :
- Décors : Alexandre Lochakoff
- Intertitres :
- Pays de production :  France
- Langue : Français
- Société de production : Films Albatros
- Producteur :
- Distribution : Mappemonde Film
- Format : Noir et blanc - Muet - 35 mm - 1,33:1
- Genre : Comédie dramatique
- Durée : 95 minutes (1 h 35)
- Dates de sortie : 
  - France : 19 septembre 1924
  - Portugal : 23 mars 1925

## Distribution
- Nicolas Koline : Jean, chiffonnier de Paris
- Hélène Darly : Marie Didier
- Francine Mussey : Claire Hoffmann
- René Maupré : Henri Berville
- Paul Ollivier : Baron Hoffmann
- E. Cravos : La mère Potard
- Christiane Yves : Une amie de Marie
- Mario Nasthasio
- Marcelle Bertrand : **le bébé**